# Las muñecas que hacen ¡pum!
Las muñecas que hacen ¡Pum! es una película de Argentina filmada en Eastmancolor dirigida por Gerardo Sofovich según su propio guion que se estrenó el 27 de septiembre de 1979 y que tuvo como actores principales a Julio De Grazia, Javier Portales, Rolo Puente y César Bertrand. El futuro director de cine Aníbal Di Salvo fue el director de fotografía.

## Sinopsis
Dos organizaciones internacionales luchan entre sí. Una de ellas regala muñecas explosivas.

## Reparto
- Julio De Grazia …Tony Esperanzato
- Javier Portales …Jack Gran Tete
- Juan Carlos Thorry …Víctima 1º
- Mariquita Gallegos …Johanna
- Rolo Puente …Aníbal
- César Bertrand …gay en cola teléfono público
- Silvia Pérez …Loba
- Carmen Santos …Onza
- Vicente La Russa …Fritz
- Eddie Pequenino …Profesor
- Alfonso Pícaro …Marcos
- Norman Erlich …Supervisor
- Carmen Barbieri …Muñeca 1º
- Silvia Folgar …Muñeca 2º
- Alberto Irízar …Pierre
- Cecilia Cenci …Jacqueline
- Reina Reech …Muñeca 3º
- Susana Traverso …Mona
- Carlos Serafino.......embajador
- Délfor Medina..........Igor
- Raúl Florido
- Ricardo Pald
- Mimí Ardu
- Elvia Andreoli
- Ricardo Jordán
- Selva Mayo
- Liliana Avalos
- Zulma Grey.........madre de Tony
- Juan José Ovalle
- Ernesto Michel
- Marcel Iriart
- Adriana Forte
- Arturo Bonín.....secretario del embajador
- Raúl Ricutti.......Rocco
- Silvia Amarante
- Susana Gilart
- Elvio Nessier
- Mario Fromenteze
- Silvia Rullán
- Enrique San Miguel
- Silvia Kutica

## Grafía del título
El título aparece en las fuentes con distintas grafías:
- Las muñecas que hacen pum.[1]
- Las muñecas que hacen ¡pum!.[2]
- Las muñecas que hacen ¡Pum![3]

## Comentarios
Raúl Álvarez Pontiroli en Convicción escribió:

«La idea es buena, pero del dicho al hecho hay mucho trecho, y en el camino asoma un sinfín de vulgaridades.»

La Razón opinó:

«Tiene una gran eficacia humorística y audacia en las escenas de sesgo erótico.»

Manrupe y Portela escriben:

«Una comedia que parte de un asunto interesante y cae en lo revisteril.»